# Діссен (Нижня Саксонія)
Діссен (нім. Dissen) — місто в Німеччині, розташоване в землі Нижня Саксонія. Входить до складу району Оснабрюк.
Площа — 31,9 км2. Населення становить 10 369 ос. (станом на 31 грудня 2021).